# うつけもん
『うつけもん』は、2014年4月17日（16日深夜）から9月18日（17日深夜）までフジテレビ系列で放送されていたバラエティ番組である。
番組のオープニングでコールされていた番組タイトルは『奇天烈宴舞会 うつけもん』だった。
この番組のMCのおぎやはぎと松岡茉優は、後継番組の『オサレもん』及び『ツギクルもん』でもMCを担当している。

## 番組概要
様々な芸人（うつけもん）たちが、くだらなすぎて笑える芸＝うつけ芸を披露する。
うつけ芸は、「大うつけ、中うつけ、小うつけ、その他大勢」の四段階で評価され、最終的に大うつけ（第1位）となった芸人には、お祝いとして「うつけ米」が贈呈される。
評価はMCの小木が担当し、その判断基準は面白いか面白くないかではなく、うつけているかどうかである。
また、この四段階の評価とは別に「アメリカ行き」という評価も存在するが、あくまでも「アメリカでうけそう」、「アメリカ人が好きそう」というMC陣の感想であり、実際にアメリカに行けるわけではない。

## 出演者
MC
- おぎやはぎ（小木博明・矢作兼）
- 松岡茉優

ナレーション
- 中村仁美（フジテレビアナウンサー）

## BGM
オープニング＆エンディングテーマ
- 今夜はブギー・バック （TOKYO No.1 SOUL SET + HALCALI）

ナレーションバック
- Digital Coffee （POLYSICS）

## ネット局と放送時間
| 放送対象地域   | 放送局             | 系列           | 放送日時                         | 放送期間                 | 遅れ       |
| -------------- | ------------------ | -------------- | -------------------------------- | ------------------------ | ---------- |
| 関東広域圏     | フジテレビ         | フジテレビ系列 | 木曜日 0:35 - 1:10（水曜日深夜） | 2014年4月17日 - 9月18日  | 制作局     |
| 宮城県         | 仙台放送           | フジテレビ系列 | 木曜日 0:35 - 1:10（水曜日深夜） | 2014年4月17日 - 9月18日  | 同時ネット |
| 福島県         | 福島テレビ         | フジテレビ系列 | 木曜日 0:35 - 1:10（水曜日深夜） | 2014年4月17日 - 9月18日  | 同時ネット |
| 長野県         | 長野放送           | フジテレビ系列 | 木曜日 0:35 - 1:10（水曜日深夜） | 2014年4月17日 - 9月18日  | 同時ネット |
| 岡山県・香川県 | 岡山放送           | フジテレビ系列 | 木曜日 0:35 - 1:10（水曜日深夜） | 2014年4月17日 - 9月18日  | 同時ネット |
| 広島県         | テレビ新広島       | フジテレビ系列 | 木曜日 0:35 - 1:10（水曜日深夜） | 2014年4月17日 - 9月18日  | 同時ネット |
| 高知県         | 高知さんさんテレビ | フジテレビ系列 | 木曜日 0:35 - 1:10（水曜日深夜） | 2014年4月17日 - 9月18日  | 同時ネット |
| 新潟県         | 新潟総合テレビ     | フジテレビ系列 | 木曜日 0:40 - 1:15（水曜日深夜） | 2014年4月24日 - 9月25日  | 7日遅れ    |
| 北海道         | 北海道文化放送     | フジテレビ系列 | 木曜日 0:55 - 1:30（水曜日深夜） | 2014年4月24日 - 9月25日  | 7日遅れ    |
| 佐賀県         | サガテレビ         | フジテレビ系列 | 金曜日 0:35 - 1:10（木曜日深夜） | 2014年4月25日 - 9月26日  | 8日遅れ    |
| 中京広域圏     | 東海テレビ         | フジテレビ系列 | 金曜日 0:40 - 1:15（木曜日深夜） | 2014年4月25日 - 9月26日  | 8日遅れ    |
| 沖縄県         | 沖縄テレビ         | フジテレビ系列 | 金曜日 1:43 - 2:18（木曜日深夜） | 2014年5月2日 - 10月3日   | 15日遅れ   |
| 山形県         | さくらんぼテレビ   | フジテレビ系列 | 火曜日 0:35 - 1:10（月曜日深夜） | 2014年4月29日 - 10月7日  | 19日遅れ   |
| 島根県・鳥取県 | 山陰中央テレビ     | フジテレビ系列 | 火曜日 0:40 - 1:15（月曜日深夜） | 2014年4月29日 - 10月7日  | 19日遅れ   |
| 熊本県         | テレビ熊本         | フジテレビ系列 | 火曜日 0:35 - 1:10（月曜日深夜） | 2014年5月3日 - 10月14日  | 26日遅れ   |
| 福井県         | 福井テレビ         | フジテレビ系列 | 月曜日 1:20 - 1:55（日曜日深夜） | 2014年5月12日 - 10月20日 | 32日遅れ   |
| 秋田県         | 秋田テレビ         | フジテレビ系列 | 月曜日 0:40 - 1:15（日曜日深夜） | 2014年5月19日 - 6月2日   | 32日遅れ   |

## スペシャル版
| 放送日                                   | 放送時間    | 放送タイトル                                      | 備考                                  |
| ---------------------------------------- | ----------- | ------------------------------------------------- | ------------------------------------- |
| 2014年8月11日 月曜日 （10日 日曜日深夜） | 2:35 - 4:00 | うつけフェス2014 まさかの生放送! 武器はうつけSP!! | 生放送。 放送地域は、関東広域圏のみ。 |

## スタッフ
- 構成：大平尚志、酒井義文、長谷川優、藤井直樹
- 美術制作：棈木陽次
- デザイン：鈴木賢太
- 美術進行：林勇
- 大道具：松本達也
- アクリル装飾：相原加奈
- 装飾：百瀬貴弥
- メイク：山田かつら
- TP：塩津英史
- TM：高瀬義美
- SW：河西純
- CAM：小池悟志
- VE：土井理沙
- AUD：高橋幸則
- LD：根本進
- CG：鈴木鉄平
- CGデザイン：川崎正裕
- 編集：渡辺寛樹
- MA：木村亮允
- 音響効果：大平拓也
- TK：海老澤廉子
- 美術協力：フジアール
- 技術協力：ニューテレス、IMAGICA、fmt、4-Legs、RiceField,Inc、MULTI BACKS
- 衣裳協力：sunaokuwahara
- 制作協力：PLATFORM,INC、αgrid
- 広報：清田美智子
- デスク：高畑知恵子
- AP：小澤慧里子
- FD：飛田竜平
- ディレクター：新井孝輔、安部聖之
- 演出：当麻晋三、原武範
- プロデューサー：朝妻一
- チーフプロデューサー：藪木健太郎
- 制作著作：フジテレビ